# Rutger Ploum
Rutger Ploum (Breda, 18 december 1964) is een Nederlands advocaat. Ploum was van 9 februari 2019 tot en met 19 maart 2021 partijvoorzitter van het CDA. Hiervoor is hij zes jaar secretaris van die partij geweest. Voor de verkiezing tot partijvoorzitter was hij de enige kandidaat. Hij was de opvolger van Ruth Peetoom.
Ploum trad op 19 maart 2021 af, naar aanleiding van het verlies van vier zetels bij de Tweede Kamerverkiezingen van maart 2021 voor het CDA en de eerder gehouden lijsttrekkersverkiezingen, waarbij het proces van stemmen niet goed verliep.

## Biografie
Ploum is in 1989 afgestudeerd in Leiden. Ploum is advocaat en heeft een advocaten- en notariskantoor in Rotterdam met circa honderd medewerkers.
Van 9 februari 2019 tot en met 19 maart 2021 was Ploum partijvoorzitter van het CDA. Hoewel zijn partij in Noord-Brabant coalitiepartner is van Baudets FVD, weigerde hij een landelijke samenwerking te aanvaarden.
Ploum is gehuwd en heeft drie dochters.